# Jac Orie
Jacobus Nicolaas Maarten (Jac) Orie (Den Haag, 23 januari 1968) is een Nederlandse schaatscoach en oud-schaatser. Hij is sinds het seizoen 2002 hoofdcoach en veroverde met verschillende schaatsers negen gouden medailles op de Olympische Spelen. Orie is de enige schaatscoach ter wereld die bij een WK afstanden alle individuele afstanden bij de mannen heeft gewonnen. Extra bijzonder is dat dit tijdens één WK gebeurde, tijdens de WK afstanden van 2017 in Gangneung. Daarnaast veroverde hij met zijn schaatsers talloze Europese- en wereldtitels waardoor hij tot de succesvolste schaatscoaches ooit behoort. In totaal won hij met zijn schaatsers 61 gouden medailles op internationale titeltoernooien. 
Orie is momenteel trainer-coach en sportief directeur van de schaatsploeg, die sinds oktober 2024 Team Essent heet.

## Biografie

### Schaatstopper bij de junioren
Orie was onderdeel van een groep Haagse jongens die in de jaren 1980 en '90 furore maakte in het langebaanschaatsen. Terwijl mannen als Bart Veldkamp, Ben van der Burg, Thomas Bos en Marnix ten Kortenaar gestaag doorgroeiden, moest Orie door ziekte en pech afhaken.
Orie trad op 17-jarige leeftijd toe tot Jong Oranje en ontwikkelde zich tot een van de beste junioren van zijn lichting. In zijn tweede seizoen bij het keurkorps van de nationale bond werd de Hagenaar Nederlands kampioen allround bij de junioren-B, waarna hij een jaar later ook de titel greep bij de junioren-A. In datzelfde seizoen vestigde Orie als junior een nieuw Nederlands seniorenrecord op de kleine vierkamp.
Na zijn juniorentijd werd hij gestrikt door een van de eerste commerciële schaatsploegen, de Mastum-formatie, waar ook Yvonne van Gennip, Leo Visser en Jolanda Grimbergen deel van uitmaakten. Vanaf dat moment werd het talent echter achtervolgd door tegenslagen waardoor hij nooit aan de hoge verwachtingen kon voldoen.
Ziektes, bloedvergiftiging, valpartijen en trombose in zijn arm zorgden ervoor dat hij nimmer de aansluiting met de wereldtop kon bewerkstelligen. Wel reed hij nog een World Cup 1000 meter, maar toen Orie datzelfde seizoen werd getroffen door zware rugklachten, besloot hij zijn schaatscarrière in te ruilen voor een studie Bewegingstechnologie en vervolgens Bewegingswetenschappen.

### Probleem oplossend bewegingstechnoloog
Om zijn studie te bekostigen gaf Orie schaatsles aan recreanten op de De Uithof. Op een avond in 1999 kwam hij zijn oude maatje Martin Hersman tegen die op dat moment bij de Sanex schaatsploeg van Rintje Ritsma reed. Hersman had problemen met zijn klapschaats en Orie gaf hem een aantal bruikbare tips. Het schaatsprobleem van Hersman was in een klap opgelost. Hierop werd Orie gevraagd om de ploeg te helpen. Hersman en Ralf van der Rijst, die zich niet kwalificeerden voor de grote internationale wedstrijden, werden aan Orie toevertrouwd. Hij voerde een aantal testen met ze uit, herkende de problemen en wist die te verhelpen. Op de NK afstanden 2000 won Hersman de 1500 meter en het brons op zowel de 1000 als 5000 meter. Missie geslaagd.
Een aantal maanden na zijn eerste klus werd Orie gevraagd om bij de ploeg, die inmiddels werd gesponsord door TVM, assistent-trainer te worden van Geert Kuiper. De grootste uitdaging was om Gerard van Velde goed op de klapschaats te laten rijden. Uit de testen bleek dat hij beresterk was, maar zijn vermogen niet op het ijs kwijt kon. Simpel gezegd wilde Orie Van Velde minder sterk maken en technisch betere bochten laten rijden. De streksnelheid van de benen moest omhoog, de bochten werden vaker getraind op wedstrijdsnelheid, en de ideale kromming en ronding van de ijzers werd berekend en erin gebogen en geslepen. Van Velde veroverde een gouden medaille tijdens de Olympische Spelen van Salt Lake City.

### Schaatscoach
Na het succes met Van Velde trekt de SpaarSelect-ploeg hem in 2002 aan als vervanger van Peter Mueller, die wegens tegenvallende resultaten ontslagen werd. De hoofdsponsor haakt echter snel af, waarna SponsorBingoLoterij de nieuwe geldschieter wordt. Dankzij zijn wetenschappelijke aanpak, op maat gesneden trainingprogramma's en tactisch inzicht loodst hij talloze schaatsers naar de wereldtop. Marianne Timmer en Erben Wennemars worden wereldkampioen Sprint in Nagano in 2004. In datzelfde jaar wordt zijn pupil Mark Tuitert Europees kampioen allround. Ook is hij als coach verantwoordelijk voor de vele successen van Gianni Romme die verscheidene wereldtitels en goud op het EK allround behaalt. Mede daarom wordt Orie in februari 2004 door sportkoepel NOC*NSF gekozen tot 'Coach van het Jaar'.
In 2006 grijpt Timmer haar derde gouden olympische medaille tijdens de Olympische Winterspelen van Turijn door op de 1000 meter al haar concurrenten voor te blijven. Vier jaar later herhaalt Orie die prestatie door met Tuitert de titel te pakken op de 1500 meter van de Olympische Spelen in Vancouver. Hierom werd Orie door de vakjury van NOC*NSF onderscheiden met een gouden medaille voor coaches. In 2012 begeleidt Orie zijn pupil Stefan Groothuis naar de wereldtitel sprint en de wereldtitel op de 1000 meter; twee jaar later behaalde Groothuis onder Orie's leiding op dezelfde afstand olympisch goud, twee dagen nadat ploeggenoten Jan Smeekens en Ronald Mulder met respectievelijk zilver en brons op het podium stonden bij de 500m.
Orie heeft inmiddels diverse hoofdsponsoren voor zijn ploeg gehad. Na SpaarSelect en Sponsor Bingo Loterij, volgden PostcodeLoterij, DSB Bank en Control. Tussen 2012 en 2014 was hij de coach van een vrouwenploeg - die gesponsord werd door Activia Danone - en een mannenploeg die genoemd is naar de hoofdsponsor Team BrandLoyalty. De meest bekende schaatsers waren: Smeekens, Annette Gerritsen, Stefan Groothuis, Sven Kramer, Laurine van Riessen, Kjeld Nuis en Diane Valkenburg. 
De ploeg werd in 2014 hernoemd tot Team LottoNL-Jumbo en ook daarmee heeft Orie vele successen. In het seizoen 2014-2015 verovert de ploeg met Kramer goud op de WK afstanden 5000m en de ploegachtervolging, plus de hoofdprijs bij het EK en WK allround. Daarnaast eindigt Hein Otterspeer als 2e op het WK sprint. Het daaropvolgende schaatsjaar wordt de goede lijn doorgetrokken met wederom WK-titels op de 5 km en 10 km (Kramer), ploegachtervolging (Douwe de Vries), goud op het EK en WK allround (Kramer) en wederom zilver op het WK sprint, nu voor Kjeld Nuis.
In het seizoen 2016-2017 beleefde Orie wederom een uiterst succesvolle schaatsjaar. Niet alleen won hij met Kramer goud op het EK allround, maar daarnaast verzamelden zijn schaatsers in totaal liefst 7 wereldtitels. Naast de hoofdprijs op het WK allround (goud voor Kramer en zilver voor toptalent Patrick Roest) nam de equipe ook liefst 6 keer goud mee bij de WK afstanden in PyeongChang. Op alle 'traditionele' afstanden ging de zege naar een pupil van Orie: de 500 meter werd een prooi voor Smeekens, Nuis kroonde zich tot wereldkampioen op de 1000 en 1500 meter, terwijl Kramer het goud pakte op de 5 en 10 kilometer. Orie is de enige coach in de schaatsgeschiedenis die bij een WK afstanden alle 'traditionele' afstanden (500m t/m 10 km) bij de mannen heeft gewonnen. De Vries werd daarnaast met zijn landgenoten wereldkampioen op de Team Pursuit.
De zegereeks van Team LottoNL-Jumbo in PyeongChang, omgedoopt tot de Gangneung Gold Rush (vernoemd naar de ijsbaan van Gangneug), is uniek. Nooit eerder slaagde een commerciële schaatsploeg of zelfs land erin alle titels te pakken bij de mannen op een WK afstanden. 
In 2018 (inmiddels onder de naam Team Jumbo-Visma) werd de zegereeks verder uitgebreid, toen Orie met zijn schaatsers 4 gouden olympische medailles wist te winnen. Carlijn Achtereekte op de 3000 meter, Kramer op de 5000 meter en Nuis op de 1000 meter en 1500 meter.
Ook in de daaropvolgende jaren rijgt Orie met zijn schaatsers de nationale-, Europese- en wereldtitels aaneen. In 2022 wint Thomas Krol olympisch goud op de 1000 meter van 'Beijing 2022', waarmee Orie voor de zesde Olympische Spelen op rij een Olympisch kampioen aflevert. Er is geen enkele Nederlandse trainer/coach die een dergelijke serie heeft neergezet. Het succesjaar 2022 wordt in Hamar gecompleteerd met een wereldtitel sprint bij de mannen, voor diezelfde Krol.
In seizoen 2023/2024 presteerde de ploeg minder dominant. Bij de World Cup kwalificatie vielen gevestigde schaatsers als Krol en Kai Verbij buiten de startplekken en bij het NK afstanden behaalden slechts vier rijders zes WK-tickets binnen, waarvan de enige gouden medaille afkomstig was van Jutta Leerdam op de 1000 meter.
In het seizoen 2024/2025 wist hij bij de WK afstanden in Hamar een gouden medaille te bemachtigen met Joep Wennemars. Hij won in een baanrecord van 1.08,05 de 1000 meter. Beau Snellink veroverde in Noorwegen een zilveren medaille op de 5000 meter.  

## Onderscheidingen
- In 2003 werd Orie verkozen tot sportcoach van het jaar.
- In 2014 is Orie benoemd tot Ridder in de Orde van Oranje-Nassau voor zijn bijdrage aan de schaatssport;
- In 2017 werd Orie verkozen tot sportcoach van het jaar.
- In 2018 werd Orie verkozen tot sportcoach van het jaar.

## Persoonlijke records
| Afstand      | Tijd     | Datum            | Baan            |
| ------------ | -------- | ---------------- | --------------- |
| 500 meter    | 38,77    | 29 december 1993 | Heerenveen      |
| 1000 meter   | 1.16,93  | 7 februari 1993  | Baselga di Pinè |
| 1500 meter   | 1.56,58  | 29 december 1993 | Heerenveen      |
| 3000 meter   | 4.05,82  | 21 november 1987 | Heerenveen      |
| 5000 meter   | 7.04,37  | 2 januari 1988   | Heerenveen      |
| 10.000 meter | 14.35,01 | 5 januari 1988   | Heerenveen      |

## Resultaten
| Jaar | NK Afstanden                                      | NK Allround              | NK Sprint             |
| ---- | ------------------------------------------------- | ------------------------ | --------------------- |
| 1987 | 8e 500m 15e 1000m 20e 1500m 18e 5000m 17e 10.000m | 5e · (, 6e, 6e, 9e)      |                       |
| 1988 | 15e 500m 13e 1000m 4e 1500m 9e 5000m 7e 10.000m   | NC15e (7e, 15e, 14e, -)  |                       |
| 1989 | 20e 5000m                                         |                          |                       |
| 1990 | 12e 1500m                                         | NC17e (11e, 18e, 16e, -) |                       |
| 1991 |                                                   | 10e (4e, 12e, 4e, 12e)   |                       |
| 1992 | 18e 500m 20e 5000m                                |                          |                       |
| 1993 | DNS2 500m 9e 1500m 13e 5000m 14e 10.000m          | 9e (8e, 8e, 7e, 10e)     | 6e · (16e, , 10e, 6e) |
| 1994 | 11e 500m 9e 1000m 8e 1500m                        |                          |                       |

- International Standard Name Identifier: 0000 0004 6410 9873
- Virtual International Authority File: 4320151535373002890006
- WorldCat: E39PBJgRV8384qQ3MGrgyRhT73

Team Essent
Angel Daleman · Sijmen Egberts · Jarle Gerrits · Isabel Grevelt · Freek van der Ham · Sanne in 't Hof · Chloé Hoogendoorn · Chris Huizinga · Kars Jansman · Selma Poutsma · Merijn Scheperkamp · Suzanne Schulting · Tijmen Snel · Beau Snellink · Remco Stam · Meike Veen · Mathias Vosté · Joep Wennemars
Coaches: Sicco Janmaat · Ben Jongejan · Jac Orie · Dave Versteeg